# Conus kawamurai
Conus kawamurai é uma espécie de gastrópode do gênero Conus, pertencente à família Conidae.